# Lumnitzera racemosa
Lumnitzera racemosa är en tvåhjärtbladig växtart som beskrevs av Carl Ludwig von Willdenow. Lumnitzera racemosa ingår i släktet Lumnitzera och familjen Combretaceae. Utöver nominatformen finns också underarten L. r. lutea.

## Bildgalleri

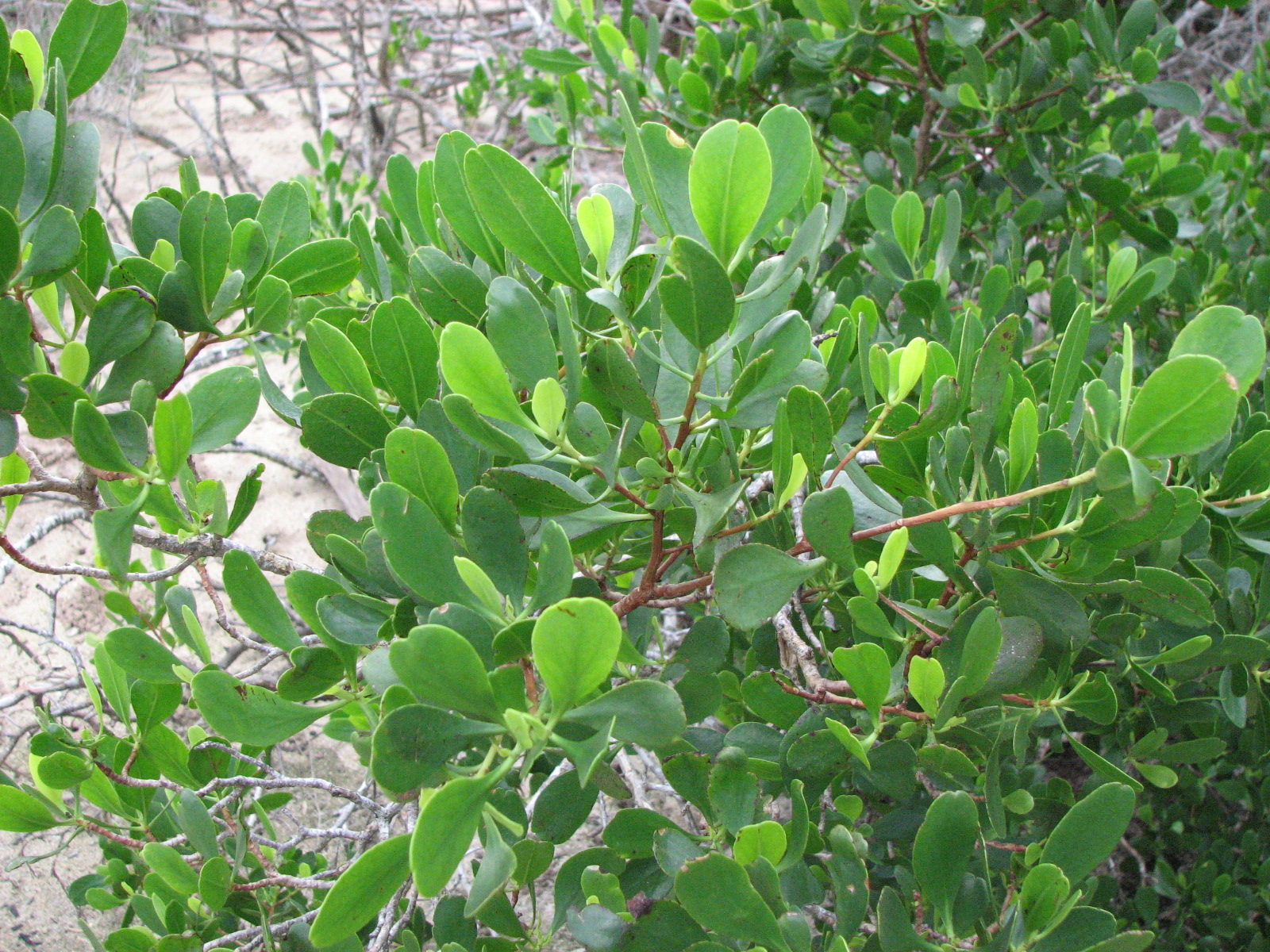
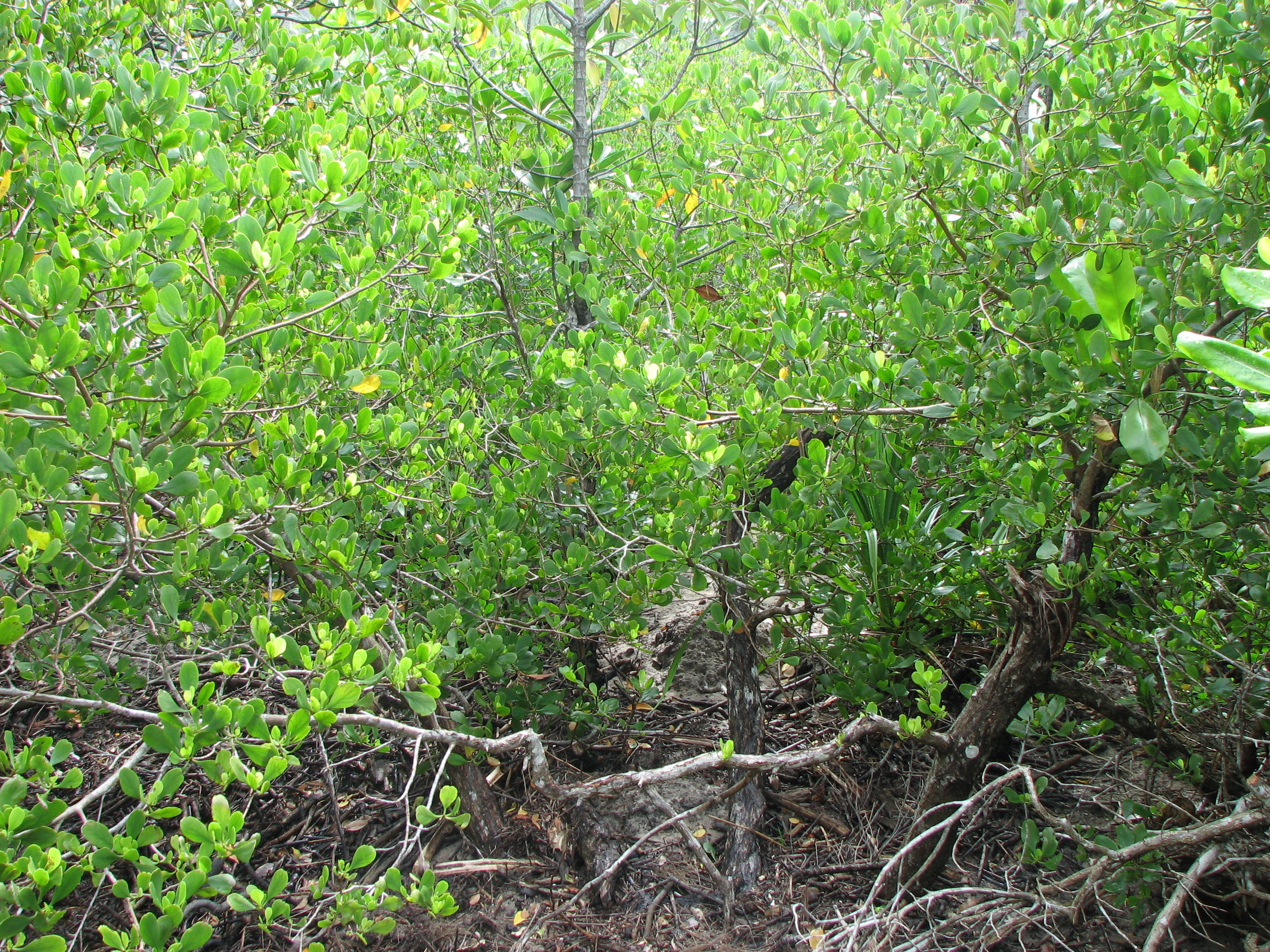